# Jacksonoides
Jacksonoides  (лат.) — род аранеоморфных пауков из подсемейства Amycinae в семействе пауков-скакунов (Salticidae). Представители рода распространены обитают только в штате Квинсленд (Австралия).

## Виды
- Jacksonoides distinctus Wanless, 1988 — Квинсленд
- Jacksonoides eileenae Wanless, 1988 — Квинсленд
- Jacksonoides kochi (Simon, 1900) — Квинсленд
- Jacksonoides nubilis Wanless, 1988 — Квинсленд
- Jacksonoides queenslandicus Wanless, 1988 — Квинсленд typus
- Jacksonoides simplexipalpis Wanless, 1988 — Квинсленд
- Jacksonoides subtilis Wanless, 1988 — Квинсленд